# Noel Brotherston
Noel Brotherston est un footballeur (milieu de terrain) international nord irlandais, né le 18 novembre 1956 à Dundonald en Irlande du Nord et mort le 6 mai 1995 à Blackburn en Angleterre.